# Cyprus Securities and Exchange Commission
De Cyprus Securities and Exchange Commission (Grieks: Επιτροπή Κεφαλαιαγοράς), beter bekend als CySEC, is de financiële regelgevende autoriteit van de Republiek Cyprus. 
Omdat CySEC onderdeel is van de Europese MiFID-regelgeving heeft het veel buitenlandse bedrijven aangetrokken, die zich in Cyprus registreren om te profiteren van wat wordt gezien als milde regelgeving, om toegang te krijgen tot de rest van Europa. Wat opvalt is het grote aantal buitenlandse Forex-brokers dat een registratie heeft gekregen van CySEC. 
Ze zien dit meestal als een gemakkelijke manier om een vergunning te krijgen zonder de strenge eisen die zouden worden opgelegd door andere Europese financiële autoriteiten, terwijl ze nog steeds gekwalificeerd zijn onder de MiFID en dus volledig vrij om te opereren in alle landen binnen de Europese Unie.

## Geschiedenis
CySEC werd in 2001 als publiek orgaan gelanceerd als onderdeel van sectie 5 van de wet Cyprus Securities and Exchange Commission uit 2001.
Omdat Cyprus in 2004 is toegetreden tot de Europese Unie, is CySEC nu onderdeel van de Europese MiFID-regelgeving, waarmee in Cyprus geregistreerde bedrijven toegang hebben tot alle Europese markten. Dit heeft ertoe geleid dat een aantal buitenlandse bedrijven zich hebben laten registreren in Cyprus, om zo gebruik te maken van dit regime. 
Cyprus trad in 2004 toe tot de Europese Unie, en nam in 2008 de Euro in gebruik. Dit betekende een grote verandering in het regelgevingskader dat CySEC overzag, wat tot dan toe werd beschouwd als een belastingparadijs.
Op 4 mei 2012 kondigde CySEC een beleidswijziging aan aangaande de classificatie van binaire opties als financieel instrument. Het effect daarvan was, dat binaire opties platformen in Cyprus (waar veel van deze platformen zich bevinden) gereguleerd moesten worden. Hiermee was CySEC de eerste financiële autoriteit die binaire opties wereldwijd erkende en reguleerde als financieel instrument.

## Verantwoordelijkheden
De Cyprus Securities and Exchange Commission heeft de volgende verantwoordelijkheden:
1. Toezicht houden op en controleren van de werking van de Cyprus Stock Exchange en de transacties binnen de Stock Exchange, de beursgenoteerde bedrijven, handelaren en brokers.
2. Toezicht houden op en controleren van investeringsmaatschappijen waar een licentie aan verleend is, beleggingsinstellingen die fraude of andere vormen van oplichting betrachten, investeringsconsultants, en wederzijdse fondsbeheerders.
3. Om licenties te verlenen aan investeringsbedrijven, inclusief investeringsconsultants en brokers.
4. Om administratieve sancties en disciplinaire straffen op te leggen aan brokers (maatschappijen) en beleggingsadviseurs, alsmede aan elke andere natuurlijke- of rechtspersoon die valt onder de bepalingen van de Stock-Marketwetgeving.

## Structuur
CySEC heeft een Raad van Bestuur die bestaat uit 5 leden. Leidend in deze Raad van Bestuur zijn de voorzitter en vicevoorzitter, die fulltime in dienst van CySEC zijn, plus de overige 3 bestuursleden. Naast deze 5 leden wordt de Gouverneur van de Centrale Bank van Cyprus vertegenwoordigd door een niet-stemgerechtigd bestuurslid.
De leden van de Raad van Bestuur zijn benoemd door de Raad van Ministers op voorstel van de minister van Financiën en het lidmaatschap is gedurende een termijn van vijf jaar.